# Orinoco
Orinoco er 2140 km lang og en af de længste floder i Sydamerika. Den løber gennem Venezuela fra Parima ved den brasilianske grænse, hvor den først løber mod sydvest, derefter mod vest, nord og til sidst mod nordøst og udmunder i Atlanterhavet. Orinoco er den 4. vandrigeste flod i verden. Orinoco-floden og dens bifloder er det vigtigste transportsystem i det østlige og indre Venezuela og Llanos i Colombia. Orinoco-floden biotop er ekstremt forskelligartet og har en rigt varieret flora og fauna.
Orinoco-systemet er bemærkelsesværdigt ved, at bifloden Casiquiare, der er 329 km lang og afvander et areal på 42.300 km², forbinder Orinoco med Rio Negro, som er en biflod til Amazonfloden og har udløb til begge flodsystemer. Casiquiare er den største flod med dobbelt udløb.